# Liste der Monuments historiques in Poissy
Die Liste der Monuments historiques in Poissy führt die Monuments historiques in der französischen Gemeinde Poissy auf.

## Liste der Bauwerke
| Bezeichnung           | Beschreibung | Standort                                              | Kennzeichnung | Schutzstatus | Datum | Bild |
| --------------------- | ------------ | ----------------------------------------------------- | ------------- | ------------ | ----- | ---- |
| Ehemalige Brücke      |              | (Lage)                                                | PA00087572    | Inscrit      | 1937  |      |
| Kapelle               |              | (Lage)                                                | PA00087568    | Inscrit      | 1937  |      |
| Schloss Coudraie      |              | 47, rue de Migneaux (Lage)                            | PA78000029    | Inscrit      | 2010  |      |
| Kirche Notre-Dame     |              | (Lage)                                                | PA00087569    | Classé       | 1840  |      |
| Hôtel de Ville        |              | (Lage)                                                | PA78000002    | Inscrit      | 1996  |      |
| Maison métallique     |              | 1, chemin de la Maladrerie (Lage)                     | PA00087570    | Inscrit      | 1975  |      |
| Zollhaus              |              | (Lage)                                                | PA00087571    | Inscrit      | 1937  |      |
| Saint-Louis de Poissy |              | (Lage)                                                | PA00087567    | Inscrit      | 1933  |      |
| Wohnhaus Meissonnier  |              | 4, enclos de l’Abbaye (Lage)                          | PA00087796    | Classé       | 1992  |      |
| Villa Savoye          |              | Le Parc de Villiers Avenue Blanche-de-Castille (Lage) | PA00087573    | Classé       | 1965  |      |

## Liste der Objekte

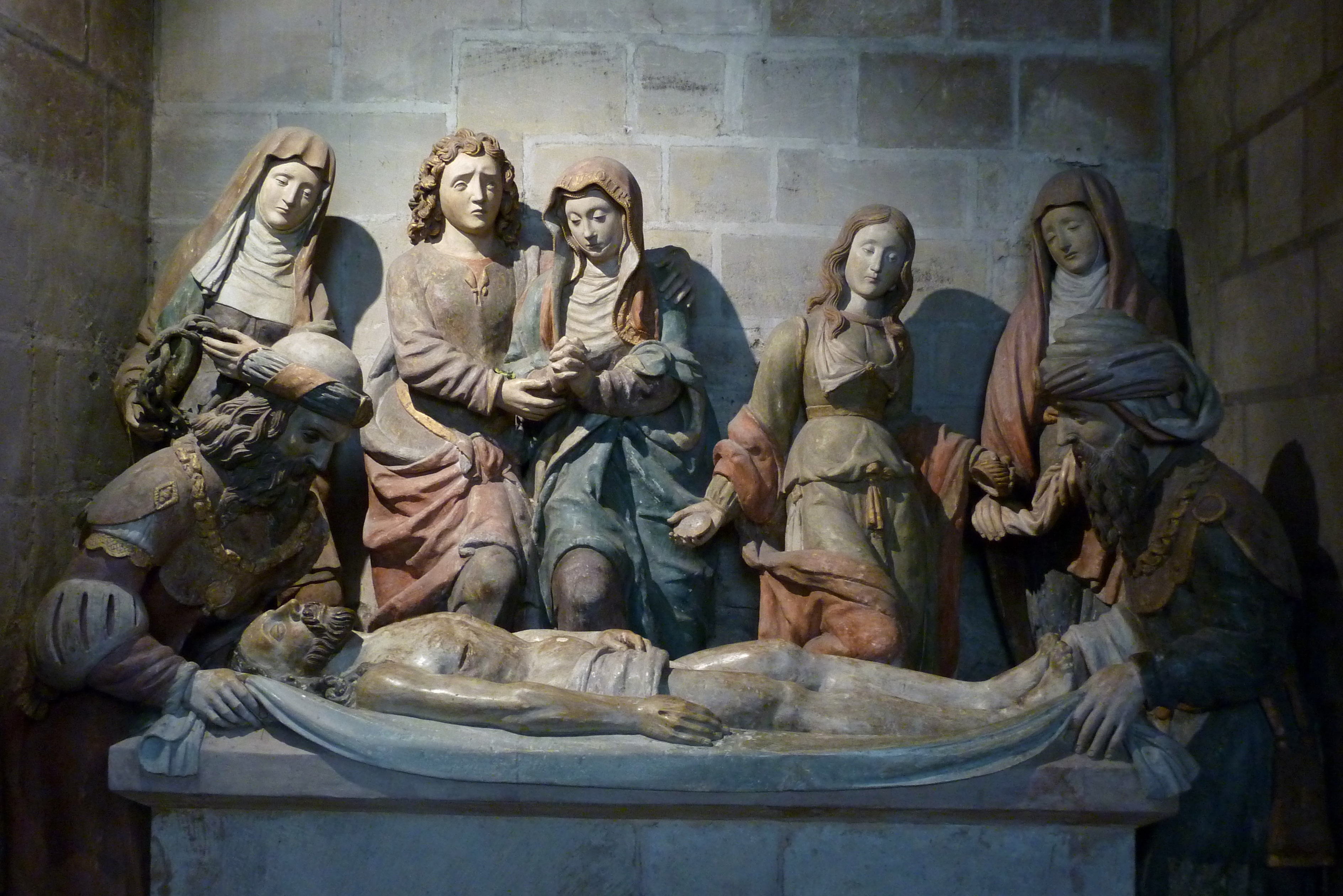
Skulpturengruppe Grablegung Christi in der Kirche Notre-Dame

- Monuments historiques (Objekte) in Poissy in der Base Palissy des französischen Kultusministeriums